# 白川和子
白川和子（日语：／ Shirakawa Kazuko，1947年9月30日—），本名小西郁子，女，长崎县佐世保市出身，日本演员。曾获得田中絹代獎。